# مارتينوڤو
مارتينوڤو (بالبلغارية:Мартиново) هي قرية في شمال شرقي بلغاريا، تعد جزءا من بلدية شيبروفتسي الواقعة في إقليم مونتانا.